# Renzo Soldani
Renzo Soldani (Cireglio di Pistoia, 2 mei 1925 – Prato, 3 januari 2013) was een Italiaans wielrenner.
Hij was prof van 1949 tot 1957, maar won als amateur al de Ronde van Piëmont tussen de beroepsrenners. In het profpeloton begon hij sterk met overwinningen in onder andere de Ronde van Lombardije, waar hij Fausto Coppi versloeg in de sprint. Een grote toekomst leek in het verschiet, maar het bleek achteraf zijn laatste grote zege.

## Belangrijkste resultaten
1948
Winnaar Ronde van Piëmont
1949
2de plaats Coppa Placci
2de plaats Ronde van de Apennijnen
1950
Winnaar Ronde van de Apennijnen
Winnaar Ronde van Lombardije
4de plaats Milano-Torino
1951
4de plaats Ronde van Lombardije
4de plaats Milano-Torino
4de plaats Giro dell'Emilia

## Resultaten in voornaamste wedstrijden
| Jaar | Ronde van Italië | Ronde van Frankrijk | Ronde van Spanje |
| ---- | ---------------- | ------------------- | ---------------- |
| 1949 | 22e              |                     |                  |
| 1950 | 32e              |                     |                  |
| 1951 | opgave           |                     |                  |
| 1952 | 32e              |                     |                  |
| 1953 |                  |                     |                  |
| 1954 | 27e              |                     |                  |

| Jaar | Milaan-San Remo | Parijs-Roubaix | Ronde van Lombardije |
| ---- | --------------- | -------------- | -------------------- |
| 1949 | 18e             |                | 20e                  |
| 1950 | 9e              |                | ↑                    |
| 1951 | 27e             |                | 4e                   |
| 1952 | 22e             | 24e            |                      |
| 1953 | 18e             |                |                      |
| 1954 |                 |                | 28e                  |